# Льежское епископство
Льежское епископство или Княжество-епископство Льеж (фр. Principauté de Liège, валлон. Principåté d' Lidje, нидерл. Prinsbisdom Luik) — средневековое государство в составе Священной Римской империи в т. н. Нижних странах на территории современной Бельгии. Епископство возглавлялось князем-епископом Льежа. Его территория включала себя большие части современных бельгийских провинций Льеж и Лимбург, а также эксклавы в других районах Бельгии и Нидерландов. Столицей епископства был город Льеж.
Епископ Льежа приобрел светскую власть над графством Юи в X веке. Епископство расширилось за счет Буйона в 1096 году (после чего епископы Льежские стали именовать себя ещё и «герцогами Бульонскими», хотя на самом деле эта территория не была герцогством или графством; она была уступлена Франции в 1678 году), графства Лоон в 1366 году и графства Горн в 1568 году. К новому времени в епископстве было 23 хороших города, которые имели городские стены, участвовали в съездах штатов и воздвигли у себя перроны.
Епископство не входило ни в состав Республики Соединённых провинций, ни в Южные Нидерланды, но на его политику сильное влияние оказывали герцоги Бургундии, а, позднее, — Габсбурги.
Епископство было аннексировано Францией в 1795 году, будучи разделено между префектурами Нижний Мёз, Урт и Самбра-и-Маас.
Город Маастрихт находился под совместным управлением князя-епископа и герцога Брабанта, позднее — Генеральных штатов Нидерландов.